# Aceclofenaco
El aceclofenaco es un medicamento antiinflamatorio no esteroideo (AINE), derivado arilo del ácido acético, relacionado estructuralmente con el diclofenaco, con una vida media intermedia, que se indica en medicina para el alivio del dolor y la inflamación asociados a trastornos reumatológicos, tales como la artritis reumatoide, osteoartritis y la espondilitis anquilosante.

## Mecanismo de Acción
El aceclofenaco inhibe de forma potente las ciclooxigenasas 1 y 2 (COX-1 y COX-2), encargadas de la formación de prostaglandinas, que son los mediadores inflamatorios que causan dolor, inflamación y fiebre. Tiene más selectividad por COX-2, que es la enzima más relacionada con la formación de prostaglandinas, a comparación de COX-1 que interviene en formación de mucosa gástrica; por lo tanto es un AINE con una buena tolerancia gástrica.
A través de la inhibición COX-2, el aceclofenaco detiene la producción de prostaglandina E2, Interleucina 1 beta y FNT. al disminuir las citocinas inflamatorias disminuye la producción de oxígeno reactivo como óxido nítrico, en los condrocitos articulares. La inhibición de Interleucina 1 provoca estimulacion de glicosaminoglicanos en el cartílago con osteoartritis.

## Uso
El uso de aceclofenaco no ha sido estudiado adecuadamente en niños. El aceclofenaco no debe ser administrado en pacientes con porfirias o en mujeres que estén lactando. El aceclofenaco ha demostrado mejor tolerancia, especialmente gastrointestinales que otros AINE, incluyendo el diclofenaco. Se suele aconsejar emplear las dosis más pequeñas de aceclofenaco que alivie/controle el dolor, y se aconseja no tomar aceclofenaco más tiempo del necesario para controlar sus síntomas.